# Parafia św. Andrzeja Boboli w Koszarach
Parafia św. Andrzeja Boboli w Koszarach – jedna z 10 parafii dekanatu iłżeckiego diecezji radomskiej.

## Historia
Plac pod kościół poświęcony został w 1984 przez bp. Walentego Wójcika. Kościół zbudowano w latach 1984–1986 staraniem ks. Józefa Dziadowicza i miejscowej ludności. Poświęcenia dokonał 16 listopada 1986 bp Adam Odzimek. Parafia została erygowana 1 września 1991 przez bp. Edwarda Materskiego z wydzielonego terenu parafii Iłża. Kościół jest obiektem jednonawowym, zbudowanym z cegły czerwonej. Proboszczem od 1991 roku jest ks. Edward Skorupa. 

## Zasięg parafii
Do parafii należą wierni z miejscowości: Błaziny Dolne, Błaziny Górne, Koszary, Kotlarka, Leśniczówka Kruki, Maziarze Nowe, Maziarze Stare, Pastwiska.

## Proboszczowie
- ks. Edward Skorupa (1991 – )[2]